# كاسترونوفو دي سيشيليا
كاسترونوفو دي سيشيليا (بالإيطالية: Castronovo di Sicilia)‏ هي بلدية في مقاطعة باليرمو في صقلية الإيطالية.

## السكان
في سنة 1861 بلغ عدد السكان 3٬930 نسمة، وتطور العدد ليصل في سنة 2011 لـ 3٬175 نسمة.
يظهر هذا المخطط البياني تطور النمو السكاني لـ كاسترونوفو دي سيشيليا